# Listă de sitcom-uri

## 0-9
| Titlu                 | Țara   | Perioadă  |
| 227                   | SUA    | 1985-1990 |
| 3rd Rock from the Sun | SUA    | 1996-2001 |
| 30 Rock               | SUA    | 2006-     |
| 704 Hauser            | SUA    | 1994      |
| 7 Vidas               | Spania | 1999-2006 |
| 8 Simple Rules        | SUA    | 2002-2005 |
| 13 Queens Boulevard   | SUA    | 1979      |

## A
| Titlu                               | Țara           | Perioadă                 |
| A.E.S. Hudson Street                | SUA            | 1978                     |
| A.J. Wentworth, BA                  | Marea Britanie | 1982                     |
| a.k.a. Pablo                        | SUA            | 1984                     |
| The Abbott and Costello Show        | SUA            | 1952-1954                |
| Absolutely Fabulous                 | Marea Britanie | 1992,1994-1995,2001,2003 |
| Accidental Family                   | SUA            | 1967-1968                |
| According to Jim                    | SUA            | 2001-                    |
| Ace Crawford, Private Eye           |                | 1983                     |
| Acropolis Now                       | Australia      | 1989-1992                |
| Action                              | SUA            | 1999                     |
| Adam's Rib                          | SUA            | 1973                     |
| The Addams Family                   | SUA            | 1964-1966                |
| The Adventures of Hiram Holiday     | SUA            | 1956-1957                |
| The Adventures of Lano and Woodley  | Australia      | 1997-1999                |
| The Adventures of Ozzie and Harriet | SUA            | 1952-1966                |
| The Adventures of Pete & Pete       | SUA            | 1993-1996                |
| The Adventures of Tugboat Annie     | Marea Britanie | 1958                     |
| After Henry                         | Marea Britanie | 1985-1989                |
| After Henry                         | Marea Britanie | 1988-1992                |
| AfterMASH                           | SUA            | 1983-1985                |
| Agony                               | Marea Britanie | 1979-1981                |
| Agony Again                         | Marea Britanie | 1995                     |
| Aída                                | Spania         | 2005-?                   |
| Airwaves                            | Canada         | 1985-1987                |
| The Aldrich Family                  | SUA            | 1949-1953                |
| ALF                                 | SUA            | 1986-1990                |
| Alice                               | SUA            | 1976-1985                |
| Aliens in the Family                | SUA            | 1996                     |
| All About the Andersons             | SUA            | 2003-2004                |
| All About Us                        | SUA            | 2001                     |
| All-American Girl                   | SUA            | 1994-1995                |
| All in the Family                   | SUA            | 1971-1979                |
| All Is Forgiven                     | SUA            | 1986                     |
| All of Us                           | SUA            | 2003-                    |
| All That Glitters                   | SUA            | 1977                     |
| All Together Now                    | Australia      | 1991-1993                |
| All's Fair                          | SUA            | 1976-1977                |
| 'Allo 'Allo!                        | Marea Britanie | 1982-1992                |
| Almost Perfect                      | SUA            | 1995-1996                |
| Aloha Paradise                      | SUA            | 1981                     |
| Alright Already                     | SUA            | 1997-1998                |
| Amanda's                            | SUA            | 1983                     |
| Amen                                | SUA            | 1986-1991                |
| America 2-Night                     | SUA            | 1977-1978                |
| American Dad!                       | SUA            | 2005-                    |
| American Dreamer                    | SUA            | 1990-1991                |
| Amos & Andy                         | SUA            | 1951-1953                |
| An American in Canada               | Canada         | 2002-2004                |
| The Andy Griffith Show              | SUA            | 1960-1968                |
| Andy Richter Controls the Universe  | SUA            | 2002-2003                |
| Angel                               | SUA            | 1960-1961                |
| Angie                               | SUA            | 1979-1980                |
| Ann Jillian                         | SUA            | 1989-1990                |
| The Ann Sothern Show                | SUA            | 1958-1961                |
| Anna and the King                   | SUA            | 1972                     |
| Annie McGuire                       | SUA            | 1988                     |
| Another Day                         | SUA            | 1978                     |
| Anything But Love                   | SUA            | 1989-1990                |
| Apple Pie                           | SUA            | 1978                     |
| Apt. 2-F                            | SUA            | 1997                     |
| Archie Bunker's Place               | SUA            | 1979-1983                |
| Are You Being Served?               | Marea Britanie | 1972-1985                |
| Arli$$                              | SUA            | 1996-2002                |
| The Army Show                       | SUA            | 1998                     |
| Arnie                               | SUA            | 1970-1972                |
| Arrested Development                | SUA            | 2003-2006                |
| Arresting Behavior                  | SUA            | 1992                     |
| Arsenio                             | SUA            | 1997                     |
| Ask Harriet                         | SUA            | 1998                     |
| The Associates                      | SUA            | 1979-1980                |
| At Ease                             | SUA            | 1983                     |
| Austin Stories                      | SUA            | 1997-1998                |

## B
| Titlu                     | Țara           | Perioadă            |
| Babes                     | SUA            | 1990-1991           |
| Baby Blues                | SUA            | 2000-2002           |
| Baby Bob                  | SUA            | 2002-2003           |
| Baby Boom                 | SUA            | 1988-1989           |
| Baby I'm Back             | SUA            | 1978                |
| Baby Makes Five           | SUA            | 1983                |
| Baby Talk                 | SUA            | 1991-1992           |
| Bachelor Father           | SUA            | 1957-1962           |
| The Bad Girl's Guide      | SUA            | 2005                |
| The Bad News Bears        | SUA            | 1979-1980           |
| Bachelors Walk            | Irlanda        | 2001-2003           |
| Baghdad Cafe              | SUA            | 1990                |
| The Baileys of Balboa     |                | 1964-1965           |
| Baker's Dozen             | SUA            | 1982                |
| Bakersfield P.D.          | SUA            | 1993-1994           |
| Ball Four                 | SUA            | 1976                |
| Barefoot in the Park      | SUA            | 1970-1971           |
| Barney Miller             | SUA            | 1975-1982           |
| Battery Park              | SUA            | 2000                |
| The Baxters               | SUA            | 1979-1981           |
| Becker                    | SUA            | 1998-2004           |
| Benson                    | SUA            | 1979-1986           |
| The Bernie Mac Show       | SUA            | 2001-2006           |
| Best of the West          | SUA            | 1981-1982           |
| Bette                     | SUA            | 2000-2001           |
| Better Days               | SUA            | 1986                |
| The Betty Hutton Show     | SUA            | 1959-1960           |
| The Betty White Show      | SUA            | 1977-1978           |
| Between Brothers          | SUA            | 1997-1999           |
| Beulah                    | SUA            | 1950-1953           |
| The Beverly Hillbillies   | SUA            | 1962-1971           |
| Beverly Hills Buntz       | SUA            | 1987-1988           |
| Beware of Dog             | SUA            | 2002                |
| Bewitched                 | SUA            | 1964-1972           |
| Big Brother Jake          | SUA            | 1990-1994           |
| Big Eddie                 |                | 1975                |
| The Big House             | SUA            | 2004                |
| Big John Little John      | SUA            | 1976                |
| Big Wave Dave             | SUA            | 1993                |
| The Bill Cosby Show       | SUA            | 1969-1971           |
| The Bill Dana Show        | SUA            | 1963-1965           |
| Billy                     | SUA            | 1979                |
| Billy                     | SUA            | 1992                |
| The Bing Crosby Show      | SUA            | 1964-1965           |
| Blackadder                | Marea Britanie | 1983,1986-1987,1989 |
| Black Books               | Marea Britanie | 2000-2004           |
| Black Tie Affair          | SUA            | 1993                |
| Blackfly                  | Canada         | 2001-2002           |
| Blansky's Beauties        | SUA            | 1977                |
| Bless This House          | Marea Britanie | 1971-1976           |
| Bless This House          | SUA            | 1995-1996           |
| Blossom                   | SUA            | 1991-1995           |
| Blue Skies                | SUA            | 1994                |
| Bob                       | SUA            | 1992-1993           |
| Bob & Carol & Ted & Alice | SUA            | 1973                |
| The Bob Crane Show        | SUA            | 1975                |
| The Bob Cummings Show     | SUA            | 1955-1959           |
| The Bob Newhart Show      | SUA            | 1972-1978           |
| Bob Patterson             | SUA            | 2001                |
| Bonino                    |                | 1953                |
| The Bonnie Hunt Show      | SUA            | 1994-1996           |
| Bosom Buddies             | SUA            | 1980-1982           |
| Boss Lady                 | SUA            | 1952                |
| Boston Common             | SUA            | 1996-1997           |
| Les Bougon                | Canada         | 2004-               |
| Boy Meets World           | SUA            | 1993-2000           |
| The Boys                  | SUA            | 1993                |
| The Boys Are Back         | SUA            | 1994-1995           |
| Boys Will Be Boys         | SUA            | 1987-1988           |
| The Brady Brides          | SUA            | 1981                |
| The Brady Bunch           | SUA            | 1969-1974           |
| Bram and Alice            | SUA            | 2002                |
| Brand New Life            | SUA            | 1989                |
| Brass Monkeys             | Australia      | 1984                |
| Breaker High              | SUA            | 1997-1998           |
| The Brian Benben Show     | SUA            | 1998                |
| The Brian Keith Show      | SUA            | 1972-1974           |
| Bridget Loves Bernie      | SUA            | 1972-1973           |
| Bringing Up Buddy         | SUA            | 1960-1961           |
| Bringing Up Jack          | SUA            | 1995                |
| Broadside                 | SUA            | 1964-1965           |
| Bromwell High             | Marea Britanie | 2005-               |
| Brooklyn Bridge           | SUA            | 1991-1993           |
| Brotherly Love            | SUA            | 1995-1997           |
| Brothers                  | SUA            | 1984-1989           |
| The Brothers              | SUA            | 1956-1958           |
| Brothers and Sisters      | SUA            | 1979                |
| The Brothers Garcia       | SUA            | 2000-2003           |
| Brother's Keeper          | SUA            | 1998-1999           |
| Bro'Town                  | Noua Zeelandă  | 2004-               |
| Buddies                   | SUA            | 1996                |
| Buffalo Bill              | SUA            | 1983-1984           |
| The Building              | SUA            | 1993                |
| Built to Last             | SUA            | 1997                |
| The Burns and Allen Show  | SUA            | 1950-1958           |
| Bustin' Loose             | SUA            | 1987-1988           |
| Butterflies               | Marea Britanie | 1978-1983           |

## C
| Titlu                           | Țara           | Perioadă  |
| C.P.O. Sharkey                  | SUA            | 1976-1978 |
| Captain Nice                    | SUA            | 1967      |
| Car 54, Where Are You?          | SUA            | 1961-1963 |
| Caroline in the City            | SUA            | 1995-1999 |
| Casi Perfectos                  | Spania         | 2004-2005 |
| Charles in Charge               | SUA            | 1984-1990 |
| Chance in a Million             | Marea Britanie | 1984-1986 |
| Check It Out!                   | Canada         | 1985-1988 |
| Cheers                          | SUA            | 1982-1993 |
| The Chicago Teddy Bears         | SUA            | 1971      |
| Chicken Soup                    | SUA            | 1989      |
| Chico and the Man               | SUA            | 1974-1978 |
| Citizen James                   | Marea Britanie | 1960-1962 |
| Clone High                      | Canada SUA     | 2002-2003 |
| Clueless                        | SUA            | 1996-1999 |
| Coach                           | SUA            | 1989-1997 |
| Come Back Mrs Noah              | Marea Britanie | 1977-1978 |
| The Cop and the Kid             |                | 1975      |
| The Corner Bar                  |                | 1972      |
| Corner Gas                      | Canada         | 2004-     |
| Cory in the House               | SUA            | 2007-     |
| The Cosby Show                  | SUA            | 1984-1992 |
| Coupling                        | Marea Britanie | 2000-2004 |
| Courting Alex                   | SUA            | 2006      |
| The Courtship of Eddie's Father | SUA            | 1969-1972 |
| The Critic                      | SUA            | 1994-1995 |
| Crumbs                          | SUA            | 2006      |
| The Cuckoo Waltz                | Marea Britanie | 1975-1980 |
| Curb Your Enthusiasm            | SUA            | 2000-     |
| Cybill                          | SUA            | 1995-1998 |

## D
| Titlu                            | Țara           | Perioadă  |
| Dad's Army                       | Marea Britanie | 1968-1977 |
| Daria                            | SUA            | 1997-2002 |
| Date with the Angels             |                | 1957-1958 |
| The David Steinberg Show         |                | 1972      |
| Dear John                        | Marea Britanie | 1986-1987 |
| Dear John                        | SUA            | 1988-1992 |
| December Bride                   | SUA            | 1954-1959 |
| Delta House                      | SUA            | 1979      |
| Dennis The Menace                | SUA            | 1959-1963 |
| Designing Women                  | SUA            | 1986-1993 |
| Desmond's                        | Marea Britanie | 1989      |
| Dharma & Greg                    | SUA            | 1997-2002 |
| Diana                            | SUA            | 1973      |
| The Dick van Dyke Show           | SUA            | 1961-1966 |
| A Different World                | SUA            | 1987-1993 |
| Diff'rent Strokes                | SUA            | 1978-1986 |
| Dinnerladies                     | Marea Britanie | 1998-2000 |
| Dinosaurs                        | SUA            | 1991-1994 |
| Doc                              | SUA            | 1975-1976 |
| Doctor, Doctor                   | SUA            | 1989-1991 |
| Doctor in the House              | Marea Britanie | 1969-1991 |
| The Donna Reed Show              | SUA            | 1958-1966 |
| Doogie Howser, M.D.              | SUA            | 1989-1993 |
| The Doris Day Show               | SUA            | 1968-1973 |
| The Double Life of Henry Phyfe   | SUA            | 1966      |
| Double Trouble                   | SUA            | 1984-1985 |
| Douce France                     |                | 1989      |
| Down to Earth                    | SUA            | 1983-1987 |
| Downtown                         | SUA            | 1999      |
| Drake & Josh                     | SUA            | 2004-     |
| Drawn Together                   | SUA            | 2004-     |
| Dream On                         | SUA            | 1990-1996 |
| The Drew Carey Show              | SUA            | 1995-2004 |
| Dr. Katz, Professional Therapist | SUA            | 1995-1999 |
| Drop the Dead Donkey             | Marea Britanie | 1990-1998 |
| Duckman                          | SUA            | 1994-1997 |
| The Duck Factory                 | SUA            | 1984      |
| The Dustbinmen                   | Marea Britanie | 1969-1970 |
| Duty Free                        | Marea Britanie | 1984-1986 |

## E
| Titlu                   | Țara           | Perioadă  |
| E/R                     | SUA            | 1984-1985 |
| The Ed Wynn Show        | SUA            | 1958-1959 |
| The Egg and I           | SUA            | 1951-1952 |
| Eisenhower & Lutz       | SUA            | 1988      |
| Ellen                   | SUA            | 1994-1998 |
| Emily's Reasons Why Not | SUA            | 2006      |
| Empty Nest              | SUA            | 1988-1995 |
| End of Part One         | Marea Britanie | 1979      |
| Even Stevens            | SUA            | 2000-2003 |
| Evening Shade           | SUA            | 1990      |
| Everybody Hates Chris   | SUA            | 2005-     |
| Everybody Loves Raymond | SUA            | 1996-2005 |
| Extras                  | Marea Britanie | 2005-2006 |

## F
| Titlu                                | Țara                   | Perioadă            |
| F Troop                              | SUA                    | 1965-1967           |
| The Facts of Life                    | SUA                    | 1979-1988           |
| The Fall and Rise of Reginald Perrin | Marea Britanie         | 1976-1979           |
| Fair Exchange                        | SUA                    | 1962-1963           |
| Family Affair                        | SUA                    | 1966-1971,2002-2003 |
| A Family for Joe                     |                        | 1990                |
| The Family Genius                    | SUA                    | 1949                |
| Family Guy                           | SUA                    | 1999-2002, 2005-    |
| Familie Ouderijn                     | Olanda                 | 1987                |
| Family Matters                       | SUA                    | 1989-1998           |
| Family Ties                          | SUA                    | 1982-1989           |
| Farmacia de guardia                  | Spania                 | 1991-1995           |
| The Farmer's Daughter                | SUA                    | 1963-1966           |
| Father, Dear Father                  | Marea Britanie         | 1968-1973           |
| Father, Dear Father                  | Australia              | 1978                |
| Father of the Pride                  | Marea Britanie         | 2004                |
| Father Ted                           | Marea Britanie Irlanda | 1995-1998           |
| Fatherhood                           | SUA                    | 2004-2005           |
| Fawlty Towers                        | Marea Britanie         | 1975-1979           |
| Fascht e Familie                     | Elveția                | 1994-1999           |
| A Fine Romance                       | Marea Britanie         | 1981-1984           |
| Flatbush                             | SUA                    | 1979                |
| First of the Summer Wine             | Marea Britanie         | 1988-1989           |
| Fleksnes fataliteter                 | Norvegia               | 1972                |
| The Flintstones                      | SUA                    | 1960-1966           |
| Flo                                  | SUA                    | 1980-1981           |
| Flying Blind                         | SUA                    | 1992-1993           |
| The Flying Nun                       | SUA                    | 1967-1970           |
| Foot in The Door                     | SUA                    | 1983                |
| The Fosters                          | Marea Britanie         | 1976                |
| Frasier                              | SUA                    | 1993-2004           |
| Free Țara                            | SUA                    | 1978                |
| French Fields                        | Marea Britanie         | 1989                |
| Fresh Fields                         | Marea Britanie         | 1984                |
| The Fresh Prince of Bel-Air          | SUA                    | 1990-1996           |
| Friends                              | SUA                    | 1994-2004           |
| Fries With That?                     | Canada                 | 2004                |
| Frontline                            | Australia              | 1994-1997           |
| The Front Line                       | Marea Britanie         | 1984                |
| Full House                           | SUA                    | 1987-1995           |
| Futurama                             | SUA                    | 1999-2003, 2008-    |

## G
| Titlu                         | Țara           | Perioadă  |
| The Games                     | Australia      | 1998-2000 |
| George and Mildred            | Marea Britanie | 1976-1979 |
| The George Carlin Show        | SUA            | 1994-1995 |
| Get a Life                    | SUA            | 1990-1992 |
| Get Smart                     | SUA            | 1965-1970 |
| Get Smart                     | SUA            | 1995      |
| Get Smart, Again!             | SUA            | 1989      |
| The Ghost and Mrs. Muir       | SUA            | 1968-1970 |
| Gidget                        | SUA            | 1965-1966 |
| Gilligan's Island             | SUA            | 1964-1967 |
| Gimme a Break!                | SUA            | 1981-1987 |
| The Girl With Something Extra | SUA            | 1973-1974 |
| Girlfriends                   | SUA            | 2000-     |
| Girls On Top                  | Marea Britanie | 1985-1986 |
| Going Places                  | SUA            | 1990      |
| The Goldbergs                 | SUA            | 1949-1956 |
| The Golden Girls              | SUA            | 1985-1992 |
| Gomer Pyle USMC               | SUA            | 1964-1969 |
| Good Grief                    | SUA            | 1990-1991 |
| The Good Guys                 | SUA            | 1968-1970 |
| Good Heavens                  | SUA            | 1976      |
| The Good Life                 | Marea Britanie | 1975-1977 |
| Good Times                    | SUA            | 1974-1979 |
| The Goodies                   | Marea Britanie | 1970-1982 |
| Goodnight, Beantown           | SUA            | 1983-1984 |
| Goodnight Sweetheart          | Marea Britanie | 1993-1999 |
| Grace Under Fire              | SUA            | 1993-1998 |
| Grady                         | SUA            | 1975      |
| Green Acres                   | SUA            | 1965-1971 |
| Green Wing                    | Marea Britanie | 2004-2007 |
| Grindl                        | SUA            | 1963      |
| Grounded for Life             | SUA            | 2001-2005 |
| Growing Pains                 | SUA            | 1985-1992 |
| Guys and Girls                | Coreea de Sud  |           |

## H
| Titlu                           | Țara           | Perioadă  |
| Haggard                         | Marea Britanie | 1990-1991 |
| Hallelujah!                     | Marea Britanie | 1981-1984 |
| Hancock's Half Hour             | Marea Britanie | 1954-1960 |
| Hancock                         | Marea Britanie | 1961      |
| Hang Time                       | SUA            | 1995-2000 |
| Hangin' In                      | Canada         | 1981-1987 |
| Hangin' with Mr. Cooper         | SUA            | 1992-1997 |
| The Hank McCune Show            | SUA            | 1950-1953 |
| Happy Days                      | SUA            | 1974-1984 |
| Harper Valley P.T.A.            | SUA            | 1981      |
| Harry and the Hendersons Father | SUA            | 1991-1993 |
| Harrigan and Son                | SUA            | 1960-1961 |
| Hazel                           | SUA            | 1961-1966 |
| He's the Mayor                  | SUA            | 1986      |
| He's the Mayor                  | SUA            | 2004      |
| Head of the Class               | SUA            | 1986-1991 |
| Hello, Larry                    | SUA            | 1979      |
| Hennessey                       | SUA            | 1959-1962 |
| Herbie, the Love Bug            | SUA            | 1982      |
| Here Come the Brides            | SUA            | 1968-1970 |
| Here We Go Again                | SUA            | 1973      |
| Here's Lucy                     | SUA            | 1968-1974 |
| Herman's Head                   | SUA            | 1991-1994 |
| Hey Dad...!                     | Australia      | 1986-1994 |
| Hi Honey, I'm Home!             | SUA            | 1991-1992 |
| High Street Blues               | SUA            | 1989-1994 |
| Histoires de filles             | Canada         | 1999-     |
| The Hogan Family                | SUA            | 1986-1991 |
| Hogan's Heroes                  | SUA            | 1965-1971 |
| Home Improvement                | SUA            | 1991-1999 |
| Home Movies                     | SUA            | 1999-2004 |
| The Honeymooners                | SUA            | 1955-1956 |
| Hope & Faith                    | SUA            | 2003-2006 |
| How I Met Your Mother           | SUA            | 2005-     |

## I
| Titlu                                   | Țara           | Perioadă             |
| I Dream of Jeannie                      | SUA            | 1965-1970            |
| I Love Lucy                             | SUA            | 1951-1957            |
| I Married Dora                          | SUA            | 1987                 |
| I Married Joan                          | SUA            | 1952-1955            |
| I'm Alan Partridge                      | Marea Britanie | 1997, 2002           |
| I'm Dickens, He's Fenster               | SUA            | 1962-1963            |
| In Loving Memory                        | Marea Britanie | 1969-1986            |
| In Sickness and in Health               | Marea Britanie | 1985-1992            |
| The IT Crowd                            | Marea Britanie | 2006-                |
| It's A Living                           | SUA            | 1980-1982, 1985-1989 |
| It's Always Sunny in Philadelphia       | SUA            | 2005-                |
| It's About Time                         | SUA            | 1966-1967            |
| It's Awfully Bad for Your Eyes, Darling | Marea Britanie | 1971                 |
| It's Garry Shandling's Show             | SUA            | 1986-1990            |
| It's Your Move                          | SUA            | 1984-1985            |

## J
| Titlu                   | Țara           | Perioadă             |
| Jamie                   | SUA            | 1953-1954            |
| The Jamie Foxx Show     | SUA            | 1996-2001            |
| The Jean Carroll Show   | SUA            | 1953-1954            |
| The Jeff Foxworthy Show | SUA            | 1995-1997            |
| The Jeffersons          | SUA            | 1975-1985            |
| The Jetsons             | SUA            | 1962-1963, 1984-1987 |
| The Jim Backus Show     | SUA            | 1960-1961            |
| Joanie Loves Chachi     | SUA            | 1982-1983            |
| Joey                    | SUA            | 2004-2006            |
| The John Forsythe Show  | SUA            | 1965-1966            |
| Julia                   | SUA            | 1968-1971            |
| Just Good Friends       | Marea Britanie | 1983-1986            |
| Just Our Luck           | SUA            | 1983                 |
| Just Shoot Me           | SUA            | 1997-2003            |
| Just the Ten of Us      | SUA            | 1988-1990            |

## K
| Titlu                  | Țara           | Perioadă  |
| Kate & Allie           | SUA            | 1984-1989 |
| Kath & Kim             | Australia      | 2002-     |
| Keep It In the Family  | Marea Britanie | 1971      |
| Keep It In the Family  | SUA            | 1980      |
| Keeping Up Appearances | Marea Britanie | 1990-1995 |
| Ken Ma?!               | Israel         | 1988      |
| Kenan & Kel            | SUA            | 1996-2000 |
| Kinderen Geen Bezwaar  | Olanda         | 2004      |
| King of Kensington     | Canada         | 1975-1980 |
| The King of Queens     | SUA            | 1998-?    |
| King of The Hill       | SUA            | 1997-?    |
| Kingswood Țara         | Australia      | 1980-1984 |
| Kitchen Confidential   | SUA            | 2005      |
| Klovn                  | Danemarca      | 2005-     |
| KM/H                   | Canada         | 1998-2005 |
| Krovim Krovim          | Israel         | 1983      |

## L
| Titlu                           | Țara           | Perioadă         |
| Langt fra Las Vegas             | Danemarca      | 2001-2004        |
| The Larry Sanders Show          | SUA            | 1992-1998        |
| The Last of the Australians     | Australia      | 1975             |
| Last of the Summer Wine         | Marea Britanie | 1973-            |
| The Last Resort                 | SUA            | 1979             |
| Laverne & Shirley               | SUA            | 1976-1983        |
| Laverne and Shirley in the Army | SUA            | 1981             |
| Leave It to Beaver              | SUA            | 1957-1963        |
| Lewis & Clark                   | SUA            | 1981             |
| The Lenny Henry Show            | Marea Britanie | 1987             |
| The Life of Riley               | SUA            | 1949-50, 1953-58 |
| Life With Bonnie                | SUA            | 2002-2004        |
| Life's Work                     | SUA            | 1996-1997        |
| Listen Up                       | SUA            | 2004-2005        |
| Little Mosque on the Prairie    | Canada         | 2007             |
| The Liver Birds                 | Marea Britanie | 1969-1979, 1996  |
| Living Single                   | SUA            | 1993-1998        |
| Living with Fran                | SUA            | 2005-2006        |
| Lizzie McGuire                  | SUA            | 2001-2004        |
| Loft story                      | Franța         | 1988             |
| Lotsa Luck                      | SUA            | 1973             |
| Love, Inc                       | SUA            | 2005-2006        |
| Love and Marriage               | SUA            | 1959-1960        |
| The Love Boat                   | SUA            | 1977-1986        |
| Love on a Rooftop               | SUA            | 1966-1967        |
| Love Thy Neighbour              | Marea Britanie | 1972-1976        |
| Lucky Louie                     | SUA            | 2006-            |
| The Lucy Show                   | SUA            | 1962-1968        |

## M
| Titlu                          | Țara           | Perioadă       |
| MA 2412                        | Austria        | 1998-2002      |
| Mad About You                  | SUA            | 1992-1999      |
| Maguy                          |                | 1985           |
| Major Dad                      | SUA            | 1989-1993      |
| Make Room For Daddy            | SUA            | 1953-1965      |
| Making the Grade               |                | 1982           |
| Malcolm In The Middle          | SUA            | 2000-2006      |
| Mama's Family                  | SUA            | 1983-1985      |
| Man About the House            | Marea Britanie | 1973-1976      |
| Maniac Mansion                 | Canada         | 1990-1993      |
| The Many Loves of Dobie Gillis | SUA            | 1959-1963      |
| Marblehead Manor               |                | 1987           |
| Marc et Sophie                 |                | 1987           |
| Margie                         |                | 1961-1962      |
| Marina, Marina                 |                | 1990           |
| Married People                 | SUA            | 1990           |
| Married... with Children       | SUA            | 1987-1997      |
| The Marshall Chronicles        |                | 1990           |
| Mary Kay and Johnny            | SUA            | 1947-1950      |
| The Mary Tyler Moore Show      | SUA            | 1970-1977      |
| M*A*S*H                        | SUA            | 1972-1983      |
| Maude                          | SUA            | 1972-1978      |
| May to December                | Marea Britanie | 1989-1994      |
| Mayberry RFD                   | Marea Britanie | 1968-1971      |
| Me and My Girl                 | Marea Britanie | 1984-1988      |
| The Melting Pot                |                | 1975           |
| Men Behaving Badly             | Marea Britanie | 1992-1998      |
| Men Behaving Badly             | SUA            | 1996-1997      |
| Mind Your Language             | Marea Britanie | 1977-1979,1986 |
| Mission Hill                   | SUA            | 1999-2002      |
| Mister Ed                      | SUA            | 1961-1966      |
| Modern Men                     | SUA            | 2006           |
| The Monkees                    | SUA            | 1966-1968      |
| The Morey Amsterdam Show       | SUA            | 1948-1950      |
| Mork & Mindy                   | SUA            | 1978-1982      |
| Mother and Son                 | Australia      | 1984-1994      |
| The Mothers-in-Law             | SUA            | 1967-1969      |
| Mr. and Mrs. Dracula           |                | 1980           |
| Mr. Belvedere                  | SUA            | 1985-1990      |
| Mr. Digby Darling              | Marea Britanie | 1969-1971      |
| Mr. Merlin                     |                | 1981           |
| Mr. Terrific                   | SUA            | 1967-1968      |
| The Munsters Today             | SUA            | 1988-1991      |
| The Munsters                   | SUA            | 1964-1966      |
| Murphy Brown                   | SUA            | 1988-1998      |
| My Favorite Husband            | SUA            | 1953-1955      |
| My Favorite Martian            | SUA            | 1963-1966      |
| My Friend Irma                 | SUA            | 1952-1954      |
| My Hero                        |                | 1952-1953      |
| My Hero                        | Marea Britanie | 2000-2006      |
| My Husband and I               | Marea Britanie | 1987-1988      |
| My Mother the Car              | SUA            | 1965-1966      |
| My Living Doll                 | SUA            | 1964-1965      |
| My Name Is Earl                | SUA            | 2005-          |
| My Name Is Harry Worth         | Marea Britanie | 1974           |
| My Parents are Aliens          | Marea Britanie | 1999-          |
| My Three Sons                  | SUA            | 1960-1972      |
| My Two Dads                    | SUA            | 1987-1990      |
| My Wife and Kids               | SUA            | 2001-2005      |
| My Wife Next Door              |                | 1980           |
| My World and Welcome to It     | SUA            | 1969-1970      |

## N
| Titlu                                    | Țara           | Perioadă  |
| The Nanny                                | SUA            | 1993-1999 |
| Nearest and Dearest                      | Marea Britanie | 1968-1973 |
| Ned's Declassified School Survival Guide | SUA            | 2003-     |
| Needles and Pins                         | SUA            | 1973      |
| The New Adventures of Old Christine      | SUA            | 2006-     |
| The New Andy Griffith Show               | SUA            | 1971      |
| The New Bill Cosby Show                  | SUA            | 1972      |
| The New Dick Van Dyke Show               | SUA            | 1971-1974 |
| New Monkees                              | SUA            | 1987      |
| The New Odd Couple                       | SUA            | 1982      |
| The New Statesman                        | Marea Britanie | 1987-1992 |
| The New WKRP in Cincinnati               | SUA            | 1992-1993 |
| Newhart                                  | SUA            | 1982-1990 |
| NewsRadio                                | SUA            | 1995-1999 |
| Night Beat News                          |                | 1984      |
| Night Court                              | SUA            | 1984-1992 |
| Nighty Night                             | Marea Britanie | 2004-     |
| No Strings                               |                | 1989      |
| No Time For Sergeants                    | SUA            | 1964-1965 |
| Nurses                                   | SUA            |           |

## O
| Titlu                 | Țara           | Perioadă  |
| The Oblongs           | SUA            | 2001-2002 |
| Occasional Wife       | SUA            | 1966-1967 |
| The Odd Couple        | SUA            | 1970-1975 |
| The Office            | Marea Britanie | 2001-2003 |
| The Office            | SUA            | 2005-     |
| Oh Madeline           |                | 1983      |
| O. K. Crackerby!      |                | 1965-1966 |
| Oliver Beene          | SUA            | 2003-2004 |
| On Our Own            |                | 1977      |
| On the Buses          | Marea Britanie | 1969-1973 |
| On the Rocks          |                | 1975      |
| One Day at a Time     | SUA            | 1975-1984 |
| One Foot in the Grave | Marea Britanie | 1990-2000 |
| One of the Boys       |                | 1982      |
| One on One            | SUA            | 2001-2006 |
| Only Fools and Horses | Marea Britanie | 1981-2003 |
| Open All Hours        | Marea Britanie | 1976-1985 |
| Open All Night        | SUA            | 1981      |
| Orazio                |                | 1985      |
| Our Miss Brooks       | SUA            | 1952-1956 |
| Out of the Blue       | SUA            | 1979      |
| Outrageous Fortune    | Noua Zeelandă  | 2005-     |

## P
| Titlu                        | Țara           | Perioadă  |
| Pablo                        |                | 1984      |
| Paper Moon                   | SUA            | 1974-1975 |
| The Partners                 | SUA            | 1971-1972 |
| The Partridge Family         | SUA            | 1970-1974 |
| The Patty Duke Show          | SUA            | 1963-1966 |
| Pearl                        | SUA            | 1996-1997 |
| The People's Choice          |                | 1955-1958 |
| Perfect Strangers            | SUA            | 1986-1993 |
| Perfect World                |                | 2001      |
| Petticoat Junction           | SUA            | 1963-1970 |
| Phil of the Future           | SUA            | 2004-2006 |
| The Phil Silvers Show        | SUA            | 1955-1959 |
| Phyllis                      | SUA            | 1975-1977 |
| Pinwright's Progress         | Marea Britanie | 1946-1947 |
| Please Don't Eat the Daisies | SUA            | 1965-1967 |
| Please Stand By              |                | 1978      |
| The Popcorn Kid              |                | 1987      |
| Popetown                     | Marea Britanie | 2005-     |
| Porridge                     | Marea Britanie | 1974-1977 |
| Private Secretary            |                | 1953-1957 |
| Punky Brewster               | SUA            | 1984-1988 |

## Q
| Titlu       | Țara | Perioadă  |
| Quintuplets | SUA  | 2004-2005 |
| Quark       | SUA  | 1978      |

## R
| Titlu             | Țara           | Perioadă        |
| RadioActive       | Canada         | 1998-2001       |
| The Rag Trade     | Marea Britanie | 1961-1963, 1977 |
| The Real McCoys   | SUA            | 1957-1963       |
| Reba              | SUA            | 2001-           |
| Red Dwarf         | Marea Britanie | 1988-1999       |
| Reinikainen       |                | 1982            |
| Report to Murphy  | SUA            | 1982            |
| Rhoda             | SUA            | 1974-1978       |
| Rising Damp       | Marea Britanie | 1974-1978, 1980 |
| Robin's Nest      | Marea Britanie | 1977-1981       |
| Robson Arms       | Canada         | 2005, 2007      |
| Rodney            | SUA            | 2004-2006       |
| Room 222          | SUA            | 1969-1974       |
| The Ropers        | SUA            | 1979-1980       |
| Roseanne          | SUA            | 1988-1997       |
| The Royle Family  | Marea Britanie | 1998-2000, 2006 |
| Ruleta destinului | SUA            | 2003-prezent    |

## S
| Titlu                                | Țara           | Perioadă  |
| Sabrina, the Teenage Witch           | SUA            | 1996-2003 |
| Sanford and Son                      | SUA            | 1972-1977 |
| Saved by the Bell                    | SUA            | 1989-1993 |
| Scrubs                               | SUA            | 2001-     |
| The Second Hundred Years             | SUA            | 1967-1968 |
| The Secret Diary of Desmond Pfeiffer | SUA            | 1998      |
| Seinfeld                             | SUA            | 1989-1998 |
| Shameless                            | Marea Britanie | 2004-     |
| Shaping Up                           | SUA            | 1984      |
| Shelley                              | Marea Britanie | 1979-1992 |
| Silver Spoons                        | SUA            | 1982-1987 |
| The Simpsons                         | SUA            | 1989-     |
| Singer & Sons                        | SUA            | 1990      |
| Sister, Sister                       | SUA            | 1994-1999 |
| The Sitcom Trials                    | Marea Britanie | 2003      |
| Small Wonder                         | SUA            | 1985-1989 |
| The Smothers Brothers Show           | SUA            | 1965-1966 |
| Soap                                 | SUA            | 1977-1981 |
| Some Mothers Do 'Ave 'Em             | Marea Britanie | 1973-1978 |
| Sons & Daughters                     | SUA            | 2006      |
| South Park                           | SUA            | 1997-     |
| Spaced                               | Marea Britanie | 1999-2001 |
| Spin City                            | SUA            | 1996-2002 |
| Square Pegs                          | SUA            | 1982-1983 |
| Stacked                              | SUA            | 2005-2006 |
| Stanley                              | SUA            | 1956-1957 |
| Star of the Family                   | SUA            | 1982      |
| Step by Step                         | SUA            | 1991-1998 |
| Steptoe and Son                      | Marea Britanie | 1962-1974 |
| Still Standing                       | SUA            | 2002-2006 |
| Stripperella                         | SUA            | 2003-     |
| Stupid, Stupid Man                   | Australia      | 2006-     |
| Suddenly Susan                       | SUA            | 1996-2000 |
| Sugar Time!                          | SUA            | 1977-1978 |
| The Suite Life of Zack and Cody      | SUA            | 2005-     |
| The Suite Life of Hannah Montana     | SUA            | 2005-     |
| Sunshine                             | SUA            | 1975      |
| Susedia                              | Slovacia       | 2006-     |

## T
| Titlu                  | Țara           | Perioadă  |
| The Tab Hunter Show    |                | 1960-1961 |
| Tammy                  | SUA            | 1965-1966 |
| Tattingers             | SUA            | 1989      |
| Taxi                   | SUA            | 1978-1983 |
| Teachers Only          |                | 1982      |
| The Ted Knight Show    | SUA            | 1978      |
| Temperatures Rising    | SUA            | 1972-1974 |
| Terry and June         | Marea Britanie | 1979-1987 |
| That Girl              | SUA            | 1966-1971 |
| That 70's Show         | SUA            | 1998-2006 |
| That 80's Show         | SUA            | 2002      |
| That Wonderful Guy     |                | 1949-1950 |
| That's Hank            | SUA            | 1965-1966 |
| That's My Bush!        | SUA            | 2001      |
| That's My Momma        | SUA            | 1974-1975 |
| That's So Raven        | SUA            | 2003-2007 |
| Thicker Than Water     |                | 1973      |
| Third Time Lucky       |                | 1982      |
| Those Whiting Girls    |                | 1955-1957 |
| Three's a Crowd        | SUA            | 1984-1985 |
| Three's Company        | SUA            | 1977-1984 |
| Throb                  | SUA            | 1986-1988 |
| Till Death...          |                | 1981      |
| Titus                  | SUA            | 2000-2002 |
| To Rome With Love      | SUA            | 1969-1971 |
| Tom Goes to the Mayor  | SUA            | 2004-2006 |
| Too Close for Comfort  | SUA            | 1980-1986 |
| Train 48               | Canada         | 2003-2005 |
| Tripper's Day          |                | 1984      |
| The Trouble with Tracy | Canada         | 1970-1971 |
| Tripping the Rift      | Canada         | 2004-     |
| True Colors            |                | 1990      |
| Turnabout              |                | 1979      |
| Twins                  | SUA            | 2005-2006 |
| Two and a Half Men     | SUA            | 2003-     |
| Two in Clover          |                | 1969-1970 |

## U
| Titlu                    | Țara | Perioadă  |
| The Ugliest Girl in Town | SUA  | 1968-1969 |
| Unhappily Ever After     | SUA  | 1995-1999 |

## V
| Titlu               | Țara           | Perioadă            |
| Valentine's Day     | SUA            | 1964-1965           |
| The Van Dyke Show   | SUA            | 1988                |
| The Vicar of Dibley | Marea Britanie | 1994,1998-1999,2004 |
| Viva Valdez         |                | 1976                |
| Vivement lundi      |                | 1988                |

## W
| Titlu                                 | Țara           | Perioadă  |
| Waiting for God                       | Marea Britanie | 1990-1994 |
| Wait Till Your Father Gets Home       | SUA            | 1972-1974 |
| Wanda at Large                        | SUA            | 2003      |
| The War at Home                       | SUA            | 2005-     |
| The Waverly Wonders                   |                | 1978      |
| We Got It Made                        |                | 1983      |
| We'll Get By                          |                | 1975      |
| We've Got Each Other                  |                | 1977      |
| Webster                               | SUA            | 1983-1987 |
| Weeds                                 | SUA            | 2005-?    |
| Welcome Back, Kotter                  | SUA            | 1975-1979 |
| Wendy and Me                          |                | 1964-1965 |
| What a Dummy                          |                | 1990      |
| What I Like About You                 | SUA            | 2002-2006 |
| What's Happening Now!                 |                | 1985-1988 |
| What's Happening!!                    | SUA            | 1976-1979 |
| Whatever Happened to the Likely Lads? | Marea Britanie | 1973      |
| When the Whistle Blows                |                | 1980      |
| When Things Were Rotten               | SUA            | 1975      |
| Who's the Boss?                       | SUA            | 1984-1992 |
| Who's Watching the Kids               |                | 1978      |
| Will & Grace                          | SUA            | 1998-2006 |
| Willing and Abel                      | Australia      | 1987      |
| Window on Main Street                 |                | 1961-1962 |
| Wings                                 | SUA            | 1990-1997 |
| WKRP in Cincinnati                    | SUA            | 1978-1982 |
| The Wonder Perioadă                   | SUA            | 1988-1993 |
| Working It Out                        | SUA            | 1990      |
| Working Stiffs                        |                | 1979      |
| Wyatt's Watchdogs                     | Marea Britanie | 1988      |

## Y
| Titlu               | Țara           | Perioadă  |
| A Year at the Top   | SUA            | 1977      |
| Yeh Jo hai Zindagi  | India          | 1986      |
| Yes, Dear           | SUA            | 2000-2006 |
| Yes Minister        | Marea Britanie | 1980-1984 |
| Yes, Prime Minister | Marea Britanie | 1986-1987 |
| You Again?          | SUA            | 1986      |
| You Take the Kids   | SUA            | 1990      |
| The Young Ones      | Marea Britanie | 1982-1984 |

## Z
| Titlu               | Țara   | Perioadă  |
| Zoey 101            | SUA    | 2005-     |
| 't Zonnetje In Huis | Olanda | 1993-2003 |
| Zorro and Son       |        | 1983      |